# شهرستان جینیون
شهرستان جینیون (به لاتین: Jinyun County) یک منطقهٔ مسکونی در چین است که در لیشای واقع شده‌است.